# Roig!
Roig! és un grup de música mallorquí, concretament de Manacor, que va néixer l'any 2010. El 2013 van lliure els seu primer àlbum —Verd. Dos anys més tard va seguir Dhraa, també publicat per Bubota Discos. El 2015 el grup també va rebre el premi Joventut a la 15a edició del concurs Sona9.
Han tocat a festivals com el Mobofest. El 2019 van tornar amb el recopilatori Disc estrella.
Un dels guitarristes del grup —Jorra Santiago— va també seguir, formant el grup Jorra i Gomorra el 2014, amb el seu primer àlbum el 2017.

## Membres
- Simó Femenias (veu i guitarres)[6]
- Rafel Adrover (baix)
- Jorra Santiago (guitarra)
- Juanjo Tomàs (guitarra)
- Rafa Capó (teclats)
- Joan Toni Calero (bateria)[7][1]

## Discografia
- Verd (Bubota Discos, 2013)
- Dhraa (Bubota Discos, 2015)
- Souvenir (Discmedi, 2017)[7][8][1]
- Disc estrella (Bubota Discos, 2019)[9]